# Dynamine onias
Dynamine onias är en fjärilsart som beskrevs av William Chapman Hewitson 1857. Dynamine onias ingår i släktet Dynamine och familjen praktfjärilar. Inga underarter finns listade i Catalogue of Life.

## Bildgalleri

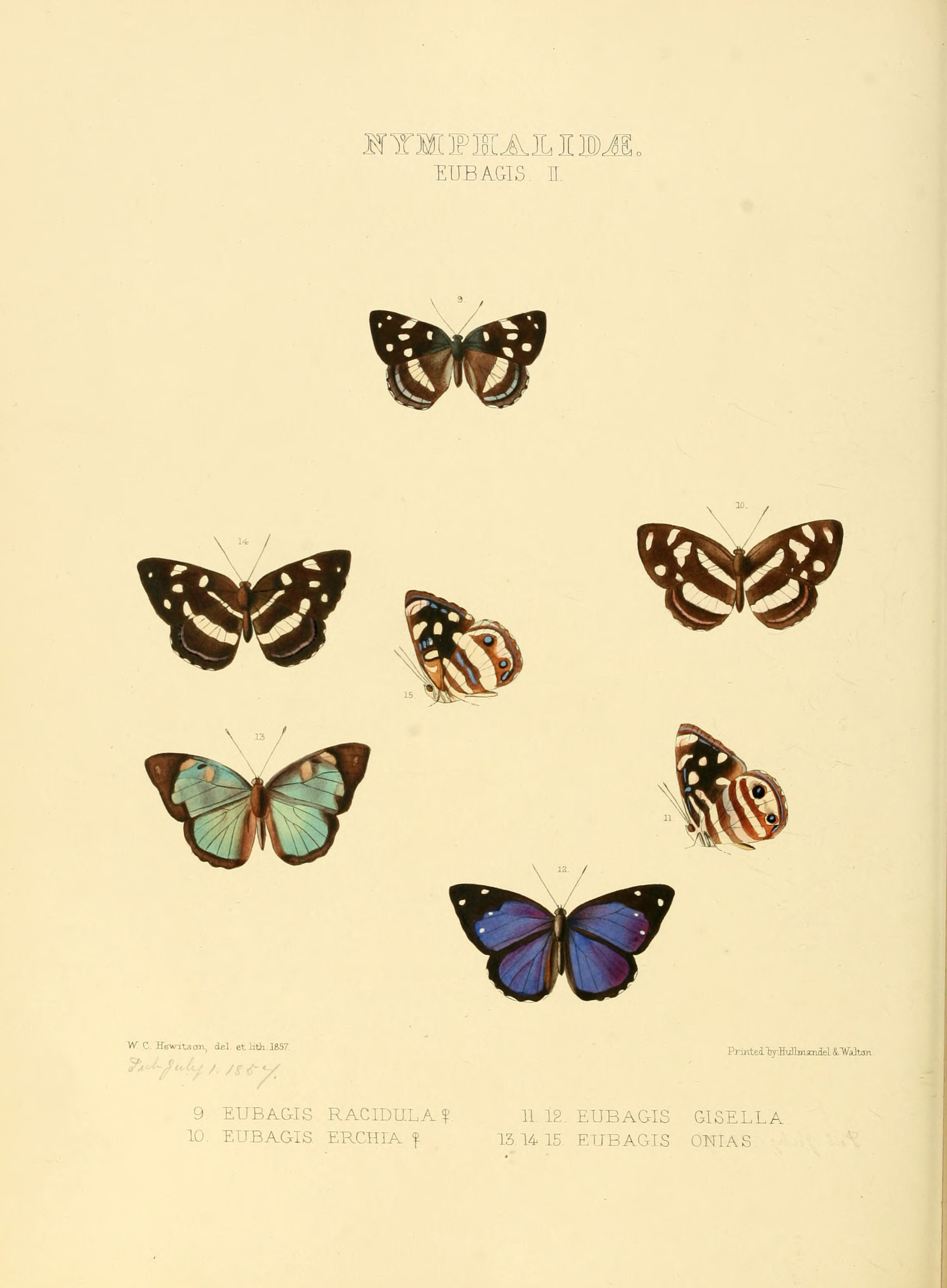